# Liste der Monuments historiques in Moustiers-Sainte-Marie
Die Liste der Monuments historiques in Moustiers-Sainte-Marie führt die Monuments historiques in der französischen Gemeinde Moustiers-Sainte-Marie auf.

## Liste der Bauwerke
| Bezeichnung                    | Beschreibung | Standort                                  | Kennzeichnung | Schutzstatus | Datum | Bild |
| ------------------------------ | ------------ | ----------------------------------------- | ------------- | ------------ | ----- | ---- |
| Kapelle Notre-Dame de Beauvoir |              | (Lage)                                    | PA00080436    | Classé       | 1921  |      |
| Kreuzwegstation                |              | (Lage)                                    | PA00080437    | Classé       | 1913  |      |
| Notre-Dame-de-l’Assomption     |              | (Lage)                                    | PA00080438    | Classé       | 1913  |      |
| Pont d’Aiguines                |              | im Lac de Sainte-Croix (überstaut) (Lage) | PA00080439    | Inscrit      | 1945  |      |

## Liste der Objekte
- Monuments historiques (Objekte) in Moustiers-Sainte-Marie in der Base Palissy des französischen Kultusministeriums